# Joanna Dittmann

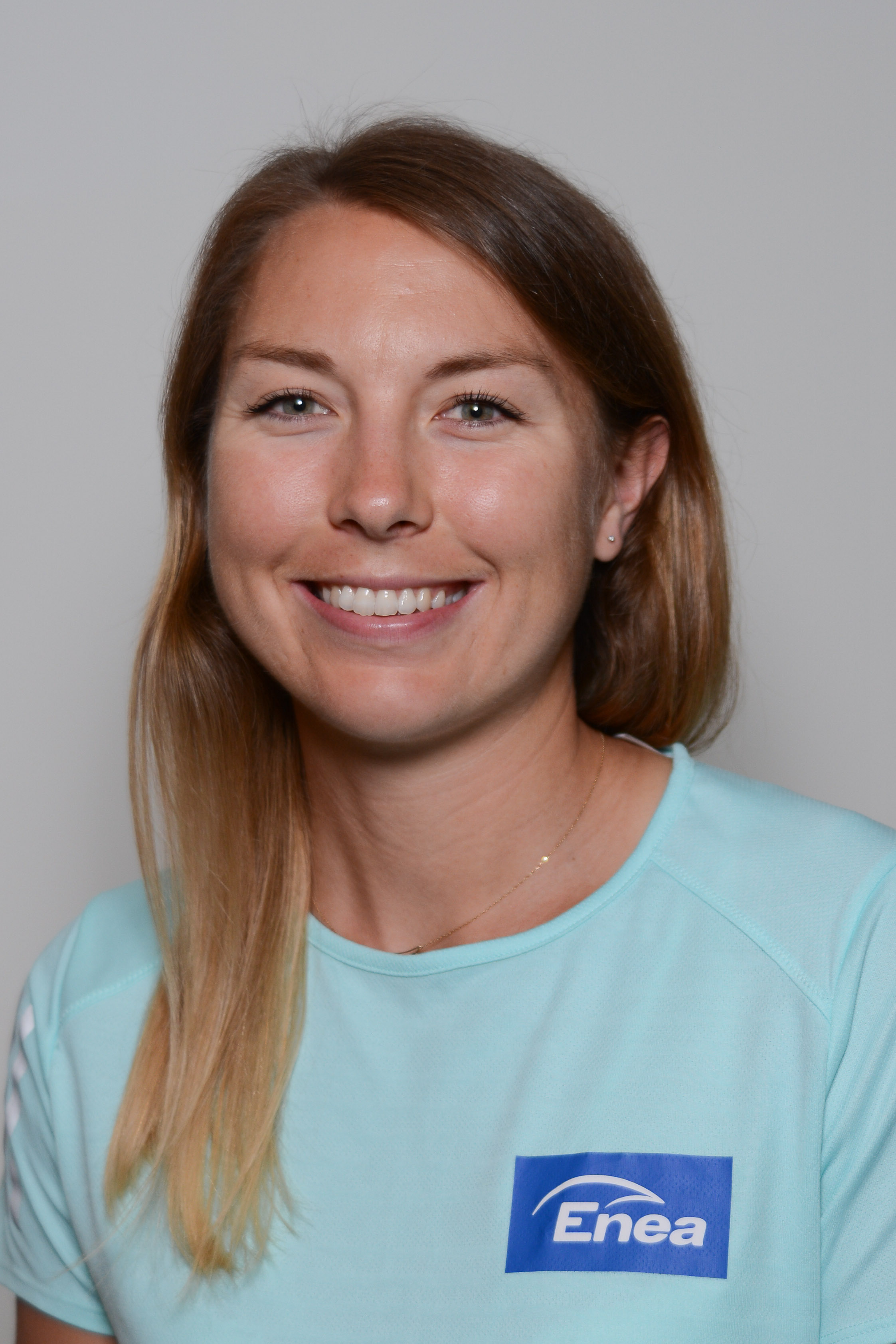
Joanna Dittmann, 2018

Joanna Dittmann (* 9. Februar 1992) ist eine polnische Ruderin.

## Sportliche Karriere
Joanna Dittmann begann 2005 mit dem Rudersport. 2010 belegte sie bei den Junioren-Weltmeisterschaften den zwölften Platz im Doppelvierer. 2011 ruderte sie im Doppelvierer auf den sechsten Platz bei den U23-Weltmeisterschaften, zwei Jahre später belegte sie den sechsten Platz im Vierer ohne Steuerfrau. 2014 gewann sie erste internationale Medaille in der Erwachsenenklasse, als sie bei den Europameisterschaften zusammen mit Agnieszka Kobus, Maria Springwald und Monika Ciaciuch Bronze im Doppelvierer erkämpfte. Im gleichen Jahr belegte sie mit dem polnischen Achter den sechsten Platz bei den U23-Weltmeisterschaften.
Nach zwei Jahren ohne internationale Meisterschaftsteilnahme ruderte sie bei den Europameisterschaften 2017 im Vierer ohne Steuerfrau und belegte zusammen mit Monika Ciaciuch, Anna Wierzbowska und Maria Wierzbowska den zweiten Platz hinter den Rumäninnen, wobei der Wettbewerb als Demonstrationswettbewerb noch nicht zum offiziellen Meisterschaftsprogramm gehörte. Bei den Weltmeisterschaften 2017 war der ungesteuerte Vierer offizieller Wettbewerb, in der Besetzung Olga Michałkiewicz, Joanna Dittmann, Monika Ciaciuch und Maria Wierzbowska gewann der polnische Vierer Silber hinter den Australierinnen. 2018 war der Vierer regulärer Programmbestandteil bei den Europameisterschaften. Monika Chabel-Ciaciuch, Maria Wierzbowska, Olga Michałkiewicz und Joanna Dittmann gewannen die Bronzemedaille hinter den Rumäninnen und den Russinnen. Bei den Weltmeisterschaften 2018 belegte der polnische Vierer den fünften Platz. Im Jahr darauf trat der Vierer bei den Europameisterschaften in Luzern in der gleichen Besetzung an und gewann Bronze hinter den Booten aus den Niederlanden und aus Rumänien. Bei den Weltmeisterschaften in Plowdiw belegten die Polinnen den fünften Rang. Kurz darauf erreichten sie den vierten Platz bei den Weltmeisterschaften in Linz/Ottensheim. Nachdem die Polinnen bei den Europameisterschaften 2020 und 2021 das A-Finale verpasst hatten, sicherten sie sich über den Hoffnungslauf die Finalteilnahme bei den Olympischen Spielen in Tokio und belegten dort den sechsten Platz.